# فرج لهيب
فرج لهيب سعد المطيري (3 أكتوبر 1979  -)، لاعب كرة قدم كويتي سابق، ويلعب في نادي الكويت كمهاجم.
بدأ فرج لهيب اللعب لنادي الكويت منذ عام 1998، وقد تم اختياره لمنتخب الكويت لكرة القدم المشارك في كأس الخليج 1998، وقد ساعد المنتخب على الفوز بكأس الخليج، وفي عام 1999 تم اختياره من قبل مجلة الحدث كأفضل لاعب عربي واعد.
و قد توج كهداف لكأس الأمير 2001/2002 برصيد هدفين.
في يوم 25 أكتوبر 2008 سجل هدف في مرمى فريقه في مباراتهم مع نادي كاظمة في الدوري الكويتي 2008/2009.
و قد فاز فرج لهيب مع نادي الكويت بالعديد من الألقاب، ففاز بلقب الدوري الكويتي ثلاثة مرات وكأس الأمير مرة واحدة وكأس ولي العهد مرتين وكأس الخرافي مرة واحدة.
و قد لعب مع منتخب الكويت لكرة القدم، وفي يوم 16 يناير 2009 أعلن اعتزاله اللعب دوليا بعد خروج المنتخب من بطولة كأس الخليج 2009.

## كأس الخليج

### كأس الخليج 1998
و قد سجل هدف في مرمى منتخب البحرين لكرة القدم.

### كأس الخليج 2004
و قد سجل هدف في مرمى منتخب اليمن لكرة القدم.

## روابط خارجية
- فرج لهيب على موقع الاتحاد الدولي (مؤرشف)  (الإنجليزية)
- فرج لهيب على موقع قاعدة بيانات كرة القدم.إي يو (الإنجليزية)
- فرج لهيب على موقع ناشيونال فوتبول تيمز (الإنجليزية)
- فرج لهيب على موقع أوليمبيديا (الإنجليزية)